# Perú en la Copa América 1979
La selección del Perú fue uno de los diez equipos participantes en la Copa América 1979. Dicho torneo se desarrolló sin sede fija entre el 18 de julio y el 11 de diciembre de 1979.

## Plantel
Plantel de la selección peruana.
| #     | Nombre            | Posición      | Edad | Club                   |
| ----- | ----------------- | ------------- | ---- | ---------------------- |
| -     | Eusebio Acasuzo   | Arquero       | 27   | Universitario          |
| 5     | Héctor Chumpitaz  | Defensa       | 31   | Sporting Cristal       |
| -     | Jaime Duarte      | Defensa       | 26   | Alianza Lima           |
| -     | José Navarro      | Defensa       | 33   | Sporting Cristal       |
| -     | Jorge Olaechea    | Defensa       |      | Alianza Lima           |
| 8     | César Cueto       | Mediocampista | 23   | Atlético Nacional      |
| -     | Raúl Gorriti      | Mediocampista | 21   | Deportivo Municipal    |
| -     | Ernesto Labarthe  | Mediocampista | 24   | Palestino              |
| -     | José Velásquez    | Mediocampista |      | Independiente Medellín |
| -     | Percy Rojas       | Delantero     | 25   | Sporting Cristal       |
| -     | Guillermo La Rosa | Delantero     |      | Alianza Lima           |
| -     | Germán Leguía     | Delantero     |      | Universitario          |
| -     | Roberto Mosquera  | Delantero     |      | Sporting Cristal       |
| -     | Fredy Ravello     | Delantero     |      | Alianza Lima           |
| D. T. | José Chiarella    | -             |      |                        |

## Participación
Al ser el último campeón, Perú debutaría en la semifinal, el rival en esta fase fue Chile.

### Semifinal
| Ida; 17 de octubre de 1979 | Perú | 1:2 (0:1) | Chile | Estadio Nacional de Lima, Lima                                           |                                                                          |
|                            | Titulares Eusebio Acasuzo · Jaime Duarte · Jorge Olaechea · Héctor Chumpitaz · Toribio Díaz · José Velásquez · Germán Leguia · César Cueto · Roberto Mósquera · Guillermo La Rosa · Freddy Ravello · DT: José Chiarella · Mosquera 71' |           | Titulares Mario Osbén · Mario Galindo · René Valenzuela · Elías Figueroa · Enzo Escobar · Carlos Rivas · Rodolfo Dubó · Mario Soto · Manuel Rojas · Carlos Caszely · Patricio Yáñez · DT: Luis Santibáñez · 32', 76' Caszely | Asistencia: 50 000 espectadores Árbitro(s): Romualdo Arpi Filho (Brasil) | Asistencia: 50 000 espectadores Árbitro(s): Romualdo Arpi Filho (Brasil) |

| Vuelta; 24 de octubre de 1979 | Chile | 0:0 | Perú | Estadio Nacional de Santiago, Santiago                                  |  |
|                               |       |     |      | Asistencia: 75 000 espectadores Árbitro(s): Daniel Cardellino (Uruguay) |  |

## Estadísticas

### Posición final
| Equipo | Equipo    | Pts | PJ | PG | PE | PP | GF | GC | Dif |
| ------ | --------- | --- | -- | -- | -- | -- | -- | -- | --- |
| 1      | Paraguay  | 12  | 9  | 4  | 4  | 1  | 13 | 7  | +6  |
| 2      | Chile     | 11  | 9  | 4  | 3  | 2  | 13 | 6  | +7  |
| 3      | Brasil    | 6   | 6  | 2  | 2  | 2  | 10 | 9  | +1  |
| 4      | Perú      | 1   | 2  | 0  | 1  | 1  | 1  | 2  | -1  |
| 5      | Colombia  | 5   | 4  | 2  | 1  | 1  | 5  | 2  | +3  |
| 6      | Uruguay   | 4   | 4  | 1  | 2  | 1  | 5  | 5  | 0   |
| 7      | Bolivia   | 4   | 4  | 2  | 0  | 2  | 4  | 7  | -3  |
| 8      | Argentina | 3   | 4  | 1  | 1  | 2  | 7  | 6  | +1  |
| 9      | Ecuador   | 2   | 4  | 1  | 0  | 3  | 4  | 7  | −3  |
| 10     | Venezuela | 2   | 4  | 0  | 2  | 2  | 1  | 12 | –11 |

### Goleadores
Leyenda:

: goles.

PJ: partidos jugados.

| Jugador          |   | PJ |
| ---------------- | - | -- |
| Roberto Mosquera | 1 | 1  |